# Provinz Rafael Bustillo
Rafael Bustillo ist eine Provinz im Departamento Potosí im Hochland des südamerikanischen Anden-Staates Bolivien. Die Provinz trägt ihren Namen zu Ehren des bolivianischen Diplomaten und Außenministers Rafael Bustillo († 1886).

## Lage
Die Provinz Rafael Bustillo ist eine von sechzehn Provinzen im Departamento Potosí. Sie liegt zwischen 18° 11' und 18° 45' südlicher Breite und zwischen 66° 11' und 66° 45' westlicher Länge. Sie grenzt im Nordwesten, Westen und Süden an das Departamento Oruro, im Südosten an die Provinz Chayanta, im Osten an die Provinz Charcas, und im Nordosten an die Provinz Alonso de Ibáñez. Die Provinz erstreckt sich über etwa 70 Kilometer jeweils in Ost-West- und Nord-Süd-Richtung.

## Bevölkerung
Die Einwohnerzahl der Provinz Rafael Bustillo ist in den vergangenen drei Jahrzehnten um etwa 15 Prozent angestiegen:
| Jahr | Einwohner | Quelle       |
| ---- | --------- | ------------ |
| 1992 | 77 566    | Volkszählung |
| 2001 | 76 254    | Volkszählung |
| 2012 | 86 947    | Volkszählung |
| 2024 | 88 422    | Volkszählung |

Hauptstadt der Provinz ist die Stadt Uncía, größte Stadt der Provinz ist Llallagua mit etwa 25.000 Einwohnern. (2012) In der Provinz befinden sich die bedeutendsten Zinn-Minen des Landes Boliviens, die jedoch nach dem Zusammenbruch des Welt-Zinnmarktes Mitte der 1980er weitgehend aufgegeben worden sind.

## Gliederung
Die Provinz untergliedert sich laut der letzten Volkszählung von 2024 in die folgenden vier Verwaltungsbezirke (bolivianisch „Municipios“):
- 05-0201 Municipio Uncía – 22.673 Einwohner
- 05-0202 Municipio Chayanta – 16.008 Einwohner
- 05-0203 Municipio Llallagua – 41.571 Einwohner
- 05-0204 Municipio Chuquihuta – 8.170 Einwohner

## Ortschaften in der Provinz Rafael Bustillo
- Municipio Uncía
  - Uncía 8902 Einw. – Cala Cala 1674 Einw. – Laguna 207 Einw.

- Municipio Chayanta
  - Chayanta 2417 Einw. – Amayapampa 1035 Einw. – Aymaya 923 Einw. – Coataca 688 Einw. – Panacachi 499 Einw. – Copana 471 Einw. – Entre Ríos 446 Einw. – Nueva Colcha 439 Einw. – Cutimarca 432 Einw. – Irupata 409 Einw. – Pampa Churo 335 Einw. – Quinta Pampa 292 Einw. – Pichata 279 Einw. – Janta Palca 268 Einw. – Huanuni 246 Einw. – Llallaguita 221 Einw. – Pongoma 145 Einw.

- Municipio Llallagua
  - Llallagua 25.166 Einw. – Siglo XX 5834 Einw. – Catavi 3834 Einw. – Jachojo 288 Einw. – Circuyo 138 Einw.

- Municipio Chuquihuta
  - Chuquihuta 1995 Einw. – Belén 602 Einw. – Wataria 559 Einw. – Micani 454 Einw. – Chusilonqueri 277 Einw. – Irpa Irpa Baja 244 Einw. – Hustaya 234 Einw. – Ako Paraya 157 Einw. – Huacuta 141 Einw. – Tacopalca 121 Einw.